# Lea Gerstenkorn
Lea Gerstenkorn (* 1992 in Geesthacht) ist eine deutsche Schauspielerin.

## Leben
Lea Gerstenkorn wurde 1992 in Geesthacht geboren und wuchs in einem kleinen Elbdorf in der Nähe von Hamburg auf. Nach ihrer Gymnasialschulzeit nahm sie ein Freiwilliges Kulturelles Jahr auf und war im Rahmen dessen in der Öffentlichkeitsarbeit der Landesbühne Niedersachsen Nord tätig, wo sie auch in einigen Inszenierungen mitwirkte. Danach ging Gerstenkorn ein Jahr an das Theater Lauenburg, studierte Theaterwissenschaft und Geschichte an der Ruhr-Universität Bochum, verfolgte aber auch Theaterprojekte in Frankfurt am Main und im Ruhrgebiet. Von 2015 bis 2019 studierte sie an der Hochschule für Musik, Theater und Medien Hannover, wo sie bereits 2016 im ersten Jahr den „proskenion“-Nachwuchsförderpreis erhielt. Neben dem Studium arbeitete Gerstenkorn am Oldenburgischen Staatstheater und am Deutschen Theater Göttingen. Nach dem Studium spielt sie am Theater Paderborn. Neben ihren Theaterengagements arbeitet sie auch als Sprecherin und Synchronsprecherin.
In den 2020er Jahren begann Lea Gerstenkorn in Fernsehproduktionen mitzuwirken und war unter anderem in den Fernsehreihen Tatort und Der Staatsanwalt zu sehen.

## Filmografie
- 2023: Der Staatsanwalt (Fernsehserie, Folge Unter Druck)
- 2025: Tatort: Restschuld (Fernsehreihe)
- 2025: Marie Brand und das tote Au-pair (Fernsehserie)